# 都幾川町
もしかして
- ときがわ町

ではありませんか？